# 13 (album av Black Sabbath)
13 är det nittonde studioalbumet av det brittiska heavy metal-bandet Black Sabbath, utgivet i juni 2013. Albumet är producerat av Rick Rubin. Första singeln, "God Is Dead?", släpptes den 19 april.

## Låtlista
All sångtext är skriven av Geezer Butler, alla låtar är komponerade av Tony Iommi, Ozzy Osbourne och Butler.
| Nr | Titel                | Längd |
| -- | -------------------- | ----- |
| 1. | End of the Beginning | 8:07  |
| 2. | God Is Dead?         | 8:54  |
| 3. | Loner                | 5:06  |
| 4. | Zeitgeist            | 4:37  |
| 5. | Age of Reason        | 7:02  |
| 6. | Live Forever         | 4:49  |
| 7. | Damaged Soul         | 7:46  |
| 8. | Dear Father          | 7:06  |

## Medverkande
Black Sabbath
- Tony Iommi – gitarr, akustisk gitarr på "Zeitgeist" och "Methademic"
- Ozzy Osbourne – sång, munspel
- Geezer Butler – elbas

Studiomusiker
- Brad Wilk – trummor, slagverk på "Zeitgeist"